# Naaja Nathanielsen
Naaja Hjelholt Nathanielsen, född 6 december 1975 i Tasiilaq på Grönland, är en grönländsk politiker och finans- och jämställdhetsminister i Grönlands regering.
Nathanielsen har en mastersexamen i psykologi från Köpenhamns universitet 2001.
Nathanielsen valdes först in i Grönlands landsting (Inatsisartut) för partiet Inuit Ataqatigiit år 2009. Hon blev återvald 2013 och 2014. Efter att hon lämnat sitt parti fortsatte hon i Inatsisartut som politisk vilde till 2016. Efter att ha lämnat politiken 2016 blev Nathanielsen chef för Kriminalvården på Grönland.
2021 valdes hon åter in i parlamentet för Inuit Ataqatigiit,  och utsågs till minister för bostäder, infrastruktur, råvaror och jämställdhet i Grönlands regering Egede I. Den 6 augusti 2021 blev hon också justitieminister. Senare samma år tog Mariane Paviasen över rollen som bostads- och infrastrukturminister, medan Nathanielsen också blev finansminister.
Sedan 5 april 2022 är Nathanielsen finans- och jämställdhetsminister i Grönlands regering Egede II. Som råvaruminister har hon varit öppen för att utöka gruvnäringen på Grönland, men har förbjudit all utvinning av uran och olja.